# アリオ仙台泉
アリオ仙台泉（アリオせんだいいずみ）は、宮城県仙台市泉区にかつて存在していたショッピングセンター。セブン&アイグループ、アリオブランドの15館目としてオープンするが、営業不振のため、2024年（令和6年）1月31日で閉館した。
なお、本項では前身のイトーヨーカドー仙台泉店（イトーヨーカドーせんだいいずみてん）についても併せて述べる。

## 概要
仙台市中心部への一極集中を避け、都市機能を分散させて、地域を活性化させるという市の構想に基づき、泉地区の副都心計画は1980年（昭和55年）にスタート。市と地権者が第三セクターを設立、泉区役所前の1,000haを対象に土地区画整理事業を推進。生活文化の拠点として商業、文化、ビジネスなどの各種の都市機能の整備が行われ、このショッピングセンターは構想から足かけ12年の歳月を経て実現している。隣接するセルバと共に、泉中央駅前の中心商業施設となっていた。
建物は地上5階・地下1階建。イトーヨーカドーを核店舗に、約50の専門店を配置。セルバとは空中連絡通路で連結しており、駐車場や駐輪場も両施設共用となり、セルバとの共同企画も多くみられた。

## 沿革

### イトーヨーカドー仙台泉店
1992年（平成4年）7月の仙台市地下鉄南北線・泉中央駅延伸開業に合わせ、同駅前に「泉中央SC・イトーヨーカドー仙台泉店」として開業。店舗棟・立体駐車場棟・スロープ棟からなり、延床面積約59,000㎡、2,000台の駐車場を併設する東北地方最大級のSCとしてオープンした。商圏は北部後背地を中心に半径10kmを超える広い範囲をカバー、商圏人口約25万人（8万世帯）を想定。開業時の直接の競合店は、1.3kmほど東南に「ダイエー仙台泉SC」（20,000㎡。1988年11月開店、2005年9月閉店）とほぼ同距離で北に「ジャスコ泉店」（8,000㎡。1979年11月開店、1994年2月閉店）があった。
売場は、地下1階に食品のフロア、1階に婦人ファッションのフロア、2階に紳士とヤングファッションのフロア、3階に暮らしと肌着のフロア、4階に子供と趣味のフロア、5階に飲食とプレイランドのフロアを配した。テナントは婦人服専門店を中心に56店舗で構成され、有名ナショナル&ローカルチェーンが顔を揃え、5階には東北地方では最大級の屋内アミューズメント施設として「ナムコランド」が入った。
だが、1996年度（平成8年度）をピークに売上は減少。2009年（平成21年）には、売上はピーク時の半分以下にまで落ち込んだ。このため、2010年（平成22年）にイトーヨーカ堂は、貸主である住友商事とのテナント契約が切れる2012年（平成24年）6月を以って閉店する方針を固めた。
2011年（平成23年）3月11日に発生した東北地方太平洋沖地震（東日本大震災）では、店舗棟だけでなく駐車場棟も大きな被害を受けた。翌3月12日から店頭販売で営業再開し、停電が解消したのち食品や日用品の一部フロアでの限定再開に漕ぎ着けた。ただし、全館再開までには2ヶ月を要した。震災後、売上が急速に回復したこと、住友商事とテナント料についての減免交渉がまとまったことを受け、同年11月には営業を継続することを決定。さらに翌2012年度（平成24年度）には、開業後初となる大規模改装を行うことになった。

### アリオ仙台泉
2013年（平成25年）3月、大規模改装の実施にあたり、イトーヨーカドーからアリオへ業態転換することを発表。イトーヨーカドーを核店舗として存続させつつ、西武百貨店の小型店等、ファッション専門店を強化し、若年層の取り込みを図った。
2014年（平成26年）3月には、隣接するセルバとの空中連絡通路が供用開始。アリオ4階とセルバ5階が接続され、利便性が増した。

### 閉館
業態変更後、2018年、2019年には業績が回復したが、2020年の新型コロナウイルスの感染拡大により、一部の店舗は休業を余儀なくされ、以降、業績は低迷した。
2023年（令和5年）3月、イトーヨーカ堂は経営合理化のため国内店舗を2割超削減し、首都圏に集約する方針を示し、翌年1月末でアリオ仙台泉店は閉店した。アリオ業態の施設の閉鎖は、2017年（平成29年）9月10日に閉館したアリオ松本以来、2館目となる。

### 年表
- 1992年（平成4年）
  - 7月1日 - 「イトーヨーカドー仙台泉店」として開業[8]。
  - 7月15日 - 仙台市地下鉄南北線・泉中央駅延伸開業。
- 1999年（平成11年）4月1日 - 隣接地にセルバ開業。
- 2010年（平成22年）10月15日 - 2012年6月を目途に閉店する予定であると報道された[10][16]。
- 2011年（平成23年）
  - 3月11日 - 東北地方太平洋沖地震（東日本大震災）発生に伴って臨時休業。
  - 3月12日 - 店頭販売で営業再開[17][18]。
  - 4月29日 - 「震災復興キックオフデー」に合わせ、泉中央駅（最寄駅） - 台原駅間の運転再開により地下鉄南北線が全線再開。地下階と1階だけだった営業フロアを4階まで拡大。
  - 11月16日 - 震災後の売上回復およびテナント料減免などにより、2012年6月の閉店予定を撤回し、営業継続を決定したと報道された[9]。
- 2013年（平成25年）
  - 3月8日 - アリオへ転換することを発表[12]。
  - 4月27日 - 「アリオ仙台泉」としてリニューアルオープン。イトーヨーカドーの店舗名は、「イトーヨーカドー仙台泉店」から、「イトーヨーカドーアリオ仙台泉店」に改称された。
- 2014年（平成26年）
  - 2月1日 - 大規模小売店舗の名称を「selva（セルバ）・アリオ仙台泉店」に変更[2]。
  - 3月20日 - 当店4階とセルバ5階とをつなぐ空中連絡通路供用開始[14]。
- 2016年（平成28年）
  - 11月11日 - 隣接街区である、泉中央一丁目6番地の3に新設されるセルバテラスがグランドオープンとなり、アリオ仙台泉から直接アプローチできる連絡通路が設置。
- 2024年（令和6年）
  - 1月31日 - 閉館[4][5][19]。

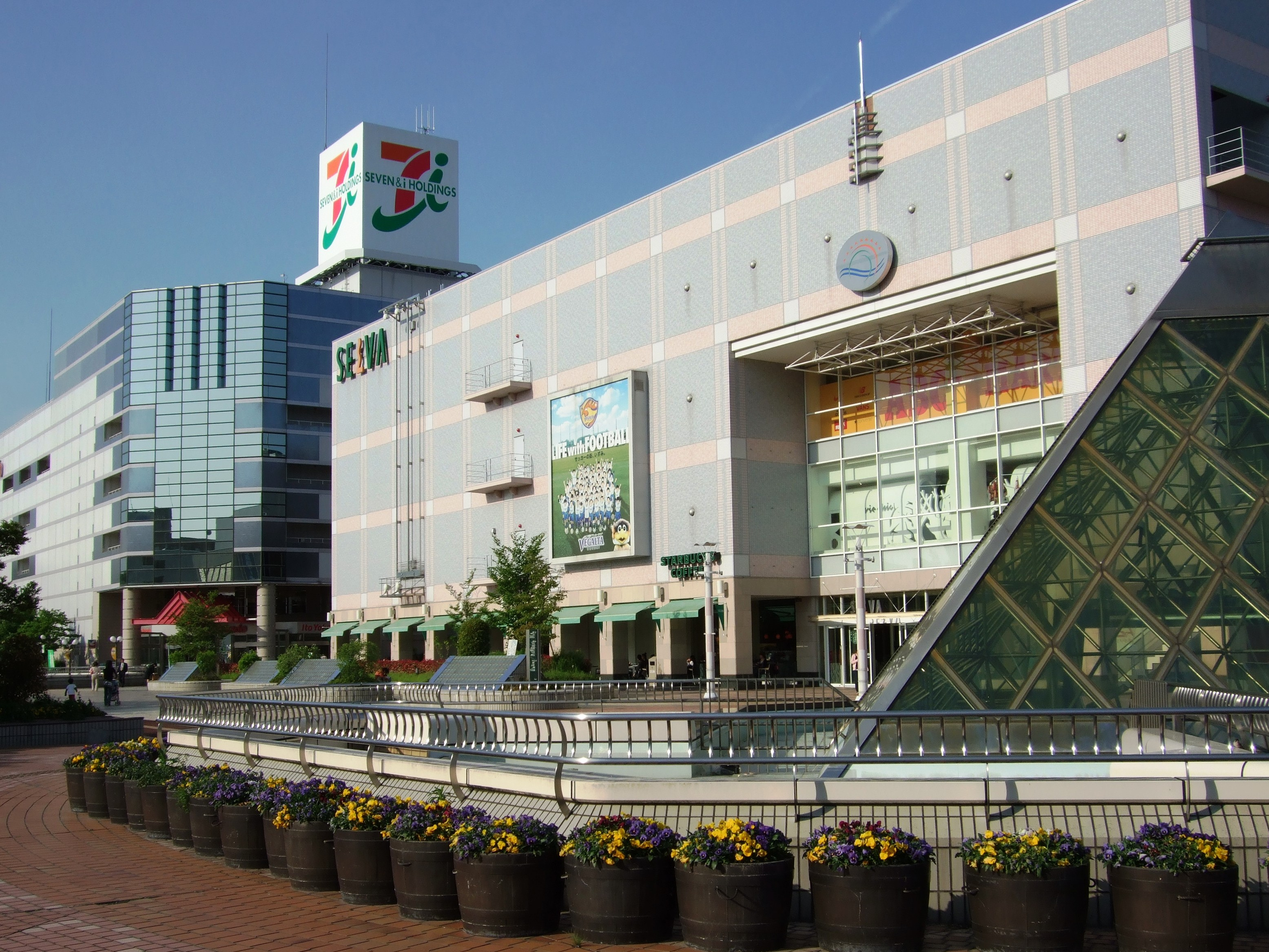
イトーヨーカドー仙台泉店時代の外観（奥） 手前の建物はセルバ
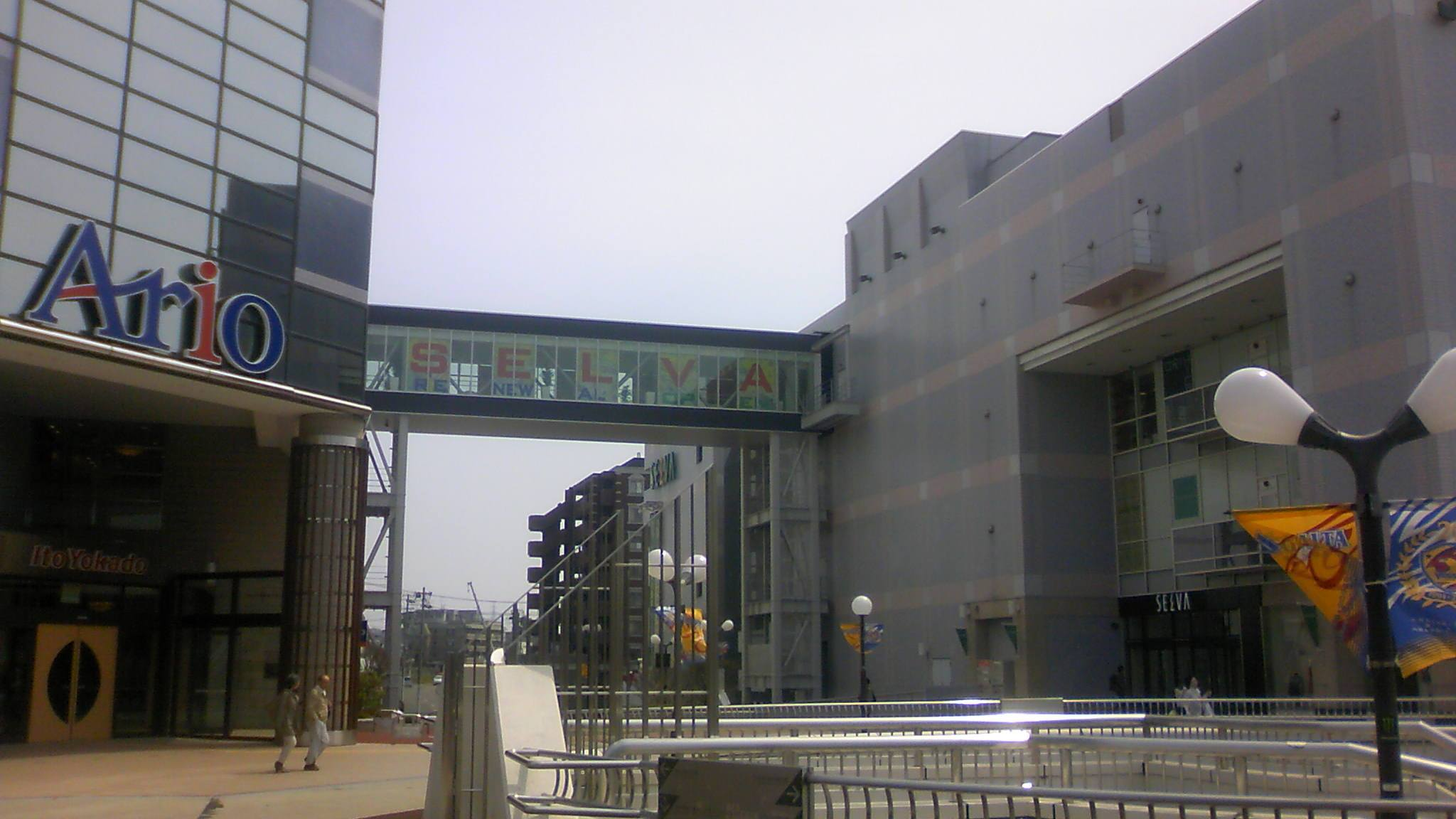
セルバとの空中連絡通路